# Bundesstraße 229
Pour les articles homonymes, voir Route 229.
La Bundesstraße 229 est une Bundesstraße du Land de Rhénanie-du-Nord-Westphalie.

## Histoire
La route s'appelle Solingen-Lenneper ou Lennep-Altenaer Staatsstraße en 1865.
Le tronçon de la route fédérale 229 de Solingen à Lennep est inclus dans le réseau routier allemand lors de sa première numérotation en 1932, à cette époque dans le cadre de la Fernverkehrsstraße 60 (FVS 60). Lorsque le réseau des Reichsstrasse est établi à partir de 1934, a été élargi, elle devient la nouvelle Reichsstrasse 229 au milieu des années 1930.
À Arnsberg, un court tronçon est intégré à la Bundesautobahn 46.

## Source
- (de) Cet article est partiellement ou en totalité issu de l’article de Wikipédia en allemand intitulé « Bundesstraße 229 » (voir la liste des auteurs).

1. ↑  (de) « Die Bundes- und Reichsstraßen in Deutschland - Nr. 166 bis 327 » [archive du 18 février 2009], sur home.arcor.de (consulté le 16 juillet 2025)